# 天主教大叻教区
天主教大叻教區是越南一個羅馬天主教教區，屬胡志明市總教區。
2007年，有299,339名教友，估轄區總人口25.6%，有70個堂區、169名司鐸、290名修士、732名修女。其座堂是聖尼各老座堂。
現任主教為阮文孟，榮休主教為武徽章。
1960年11月24日升為教區。